# Pneumatopteris michaelis
Pneumatopteris michaelis är en kärrbräkenväxtart som beskrevs av Holtt. Pneumatopteris michaelis ingår i släktet Pneumatopteris och familjen Thelypteridaceae. Inga underarter finns listade.